# Pteroptrix
Pteroptrix is een geslacht van vliesvleugeligen uit de familie Aphelinidae. De wetenschappelijke naam van dit geslacht is voor het eerst geldig gepubliceerd in 1833 door Westwood.

## Soorten
Het geslacht Pteroptrix omvat de volgende soorten:
- Pteroptrix abnormis (Prinsloo & Neser, 1990)
- Pteroptrix addenda (Girault, 1930)
- Pteroptrix aegyptica Evans & Abd-Rabou, 2005
- Pteroptrix aethiopica (Annecke, 1964)
- Pteroptrix albifemur (Girault, 1915)
- Pteroptrix albocincta (Flanders, 1966)
- Pteroptrix aprica (Prinsloo & Neser, 1990)
- Pteroptrix arabica (Ferrière, 1970)
- Pteroptrix aspidiotiphagoidea (Girault, 1921)
- Pteroptrix aster Hayat, 2010
- Pteroptrix bicolor (Howard, 1898)
- Pteroptrix biguttata (Girault, 1915)
- Pteroptrix bisetae Viggiani & Ren, 1993
- Pteroptrix bouceki Pedata & Garonna, 2005
- Pteroptrix calva (Viggiani & Ren Hui, 1986)
- Pteroptrix cavana (Prinsloo & Neser, 1990)
- Pteroptrix chinensis (Howard, 1907)
- Pteroptrix coloba (Prinsloo & Neser, 1990)
- Pteroptrix conifuniculata (Huang, 1992)
- Pteroptrix deserta (Prinsloo & Neser, 1990)
- Pteroptrix dimidiata Westwood, 1833
- Pteroptrix dubia (Girault, 1917)
- Pteroptrix fidalgoi Kim & Triapitsyn, 2004
- Pteroptrix flagellata Huang, 1994
- Pteroptrix gonzalezi Myartseva, 2009
- Pteroptrix heracliti (Girault, 1936)
- Pteroptrix howardi (Dozier, 1937)
- Pteroptrix incola (Annecke, 1964)
- Pteroptrix japonica (Huang, 1991)
- Pteroptrix koebelei (Howard, 1907)
- Pteroptrix lauri (Mercet, 1911)
- Pteroptrix leptocera (Huang, 1992)
- Pteroptrix longiclava (Girault, 1915)
- Pteroptrix longiclavata (Shafee, Siddiqui & Rizvi, 1988)
- Pteroptrix longicornis Huang, 1994
- Pteroptrix luzonica (Malenotti, 1918)
- Pteroptrix machiaveli (Girault, 1922)
- Pteroptrix macropedicellata (Malac, 1947)
- Pteroptrix maritima Nikol'skaya, 1952
- Pteroptrix matpada Hayat, 2010
- Pteroptrix maura Masi, 1934
- Pteroptrix mexicana Myartseva, 2009
- Pteroptrix nigra (Girault, 1913)
- Pteroptrix nudicella (Huang, 1992)
- Pteroptrix opaca Erdös, 1956
- Pteroptrix ordinis (Prinsloo & Neser, 1990)
- Pteroptrix orientalis (Silvestri, 1909)
- Pteroptrix parvipennis (Gahan, 1927)
- Pteroptrix patriciae (Prinsloo & Neser, 1990)
- Pteroptrix perata (Prinsloo & Neser, 1990)
- Pteroptrix perkinsi (Fullaway, 1913)
- Pteroptrix plana (Nikol'skaya, 1963)
- Pteroptrix processa (Huang, 1991)
- Pteroptrix prolata (Prinsloo & Neser, 1990)
- Pteroptrix rolaspidis (Prinsloo & Neser, 1990)
- Pteroptrix rupina (Prinsloo & Neser, 1990)
- Pteroptrix serrata (Annecke, 1964)
- Pteroptrix silvestrii (Compere, 1953)
- Pteroptrix sinica Özdikmen, 2011
- Pteroptrix smithi (Compere, 1953)
- Pteroptrix sparsiciliata (Huang, 1991)
- Pteroptrix stenoptera (Huang, 1992)
- Pteroptrix sunae (Huang, 1991)
- Pteroptrix tertia (Subba Rao, 1984)
- Pteroptrix unica (Prinsloo & Neser, 1990)
- Pteroptrix variicolor Huang, 1994
- Pteroptrix vasta (Prinsloo & Neser, 1990)
- Pteroptrix wanhsiensis (Compere, 1953)
- Pteroptrix xanthothoracalis (Huang, 1991)
- Pteroptrix zoza Hayat, 2010